# Quatuor à cordes en si bémol majeur de Tchaïkovski
Pour les articles homonymes, voir Quatuor à cordes.
Le Quatuor à cordes en si bémol majeur est une œuvre de Piotr Ilitch Tchaïkovski composée entre août et octobre 1865, au cours de ses études de musique, et jouée pour la première fois le 11 novembre 1865 au Conservatoire de Saint-Pétersbourg. Il n'en reste qu'un seul mouvement de forme ternaire Adagio misterioso - Allegro con moto - Adagio misterioso. Sa durée approximative est de treize minutes.